# Stijn Devolder

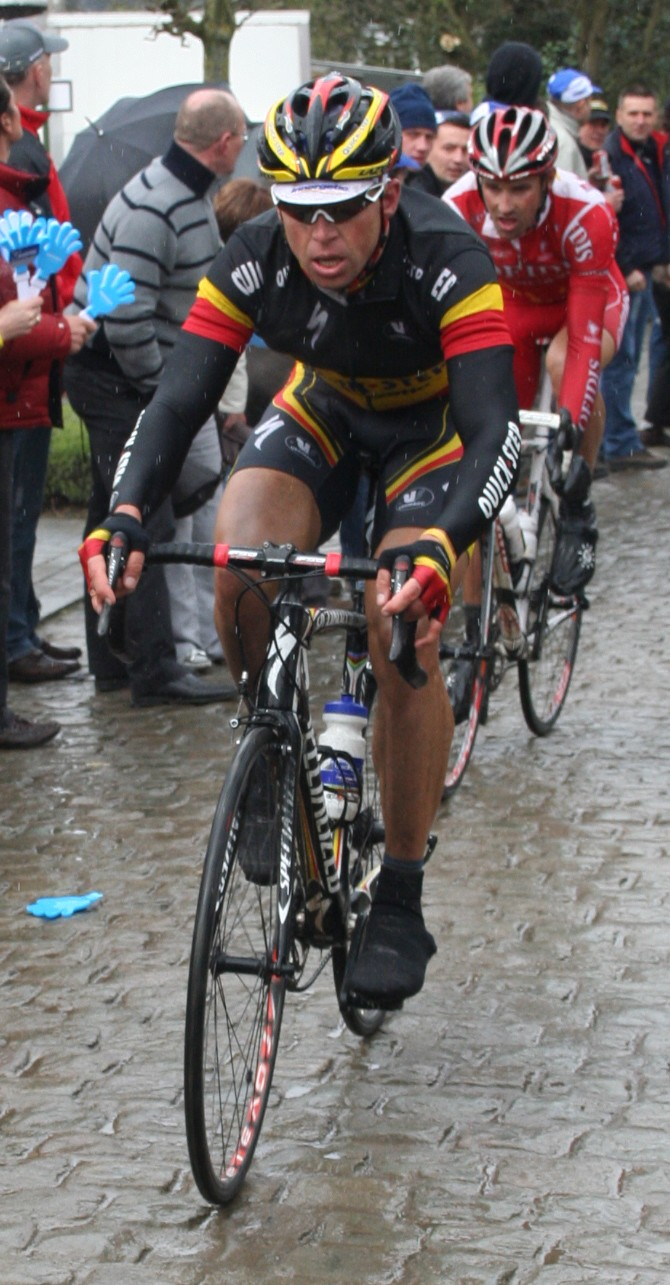
Stijn Devolder under Flandern runt 2008, en tävling som han vann.

Stijn Devolder, född 29 augusti 1979 i Kortrijk i Västflandern, är en belgisk professionell tävlingscyklist som tävlar för Vacansoleil Pro Cycling Team.
Från 2008 till 2010 tävlade Devolder för UCI ProTour-stallet Quick Step. Han tävlade mellan 2004 och 2007 för Discovery Channel Pro Cycling Team. Mellan 2003 och 2004 tävlade han för Vlaanderen-T Interim. Innan sin professionella karriär fick Stijn Devolder prova på att vara professionell när han var stagiaire med Mapei-QuickStep. Devolder tog sin första proffsseger på Dunkirks fyradagars 2004. Hans viktigaste segrar är det belgiska nationsmästerskapets linjelopp 2007 och 2010 samt Flandern runt 2008.

## Karriär

### 2003–2006
Stijn Devolder blev professionell 2003 med Vlaanderen-T Interim. Sitt första år som professionell bjöd inte på några toppresultat men han slutade trea i E3 Prijs Vlaanderen efter Steven de Jongh och Steffen Wesemann. Året därpå vann han etapp 4 av Dunkirks fyradagars. Han slutade också trea i Tour du Haut-Var efter Marc Lotz och Dmitrij Fofonov.
Inför säsongen 2004 blev Devolder kontrakterad av det amerikanska stallet Discovery Channel Pro Cycling Team, med vilka den flerfaldiga Tour de France-vinnaren Lance Armstrong tävlade. Samma år vann Devolder Dunkirks fyradagars 16 sekunder framför italienaren Alessandro Ballan.
2005 debuterade Devolder i Vuelta a España där han slutade 24:a sammanlagt. Året därpå vann belgaren etapp 3a av Belgien runt och han var åter en del av Discovery Channel Pro Cycling Teams lag till Vuelta a España. Han slutade elva i det årets tävling.

### 2007–2008
Under sin sista säsong med det amerikanska stallet Discovery Channel Pro Cycling Team tog Devolder totalsegern i Österreich-Rundfahrt. Han vann också den sjunde etappen av loppet och etapp 4 av Panne tredagars. Under säsongen vann han det belgiska nationsmästerskapets linjelopp framför Tom Boonen och Philippe Gilbert. Han cyklade Vuelta a España 2007 men avslutade inte loppet. Under tävlingen ledde han kombinationstävlingen under en etapp.
Efter säsongen 2007 lade Discovery Channel Pro Cycling Team ned sin cykelverksamhet och stallets cyklister blev tvungna att hitta nya stall. Stijn Devolder blev kontrakterad av Quick Step. Med det nya stallet vann han i april vårklassikern Flandern runt framför bland andra landsmannen Nick Nuyens och spanjoren Juan Antonio Flecha Giannoni. 
Under säsongen 2008 vann Stijn Devolder också Volta ao Algarve och Belgien runt. Belgaren var Quick Steps kapten till Tour de France 2008. I mitten av augusti vann belgaren det belgiska nationsmästerskapets tempolopp. Vinsten i tempoloppet före bland andra Leif Hoste och Dominique Cornu gjorde att Devolder fick bära den belgiska mästartröjan under alla tempolopp till och med 2009 års mästerskap.

### 2009
I mars 2009 slutade Devolder tvåa på etapp 5, ett tempolopp, av Tirreno–Adriatico bakom tysken Andreas Klöden. Han slutade trea på etapp 3b, ett tempolopp, på Panne tredagars bakom Bradley Wiggins och Lieuwe Westra. I april vann han Flandern runt, en vårklassiker som han också vann under säsongen 2008. Han slutade på fjärde plats på de belgiska nationsmästerskapens tempolopp bakom Maxime Monfort, Sébastien Rosseler och Dominique Cornu.

## Privatliv
Stijn Devolder är svåger till Dieter Verleye, som blev kontrakterad av Silence-Lotto inför säsongen 2009.

## Stall
- Mapei-QuickStep (stagiaire) 2001
- Vlaanderen-T Interim 2002–2003
- Discovery Channel Pro Cycling Team 2004–2007
- Quick Step 2008–2010
- Vacansoleil Pro Cycling Team 2011–